# Patrick McEown
Patrick McEown (né en 1968 à Ottawa) est un auteur de bande dessinée canadien. 

## Biographie
Après avec travaillé pour l'industrie du comic book dans les années 1990, il se consacre à ses propres histoires. En parallèle, il enseigne à l'université Concordia de Montréal, où il vit.

## Publications en français
- Grendel l'enfant guerrier (dessin), avec Matt Wagner (scénario), 3 vol., Dark Horse France, 1993.
- Zombies. Le Maître des vers (dessin), avec Mike Mignola (scénario), Albin Michel, 1998.
- Hair Shirt, Gallimard, coll. « Bayou », 2010.

## Prix et récompenses
- 1993 : Prix Eisner de la meilleure mini-série pour Grendel : L'Enfant guerrier (avec Matt Wagner)